# 洪寿祥
洪寿祥（1943年—），男，广东潮州人，中华人民共和国政治人物，曾任中共海南省委宣传部部长，省委常委，海南省政协副主席。